# Parapoynx epimochla
Parapoynx epimochla is een vlinder uit de familie van de grasmotten (Crambidae), uit de onderfamilie van de Acentropinae. De wetenschappelijke naam van de soort is voor het eerst gepubliceerd in 1908 door de Australische dokter en amateur-entomoloog Alfred Jefferis Turner (1861–1947). Het type werd aangetroffen in Brisbane, Queensland in Australië. Het epitheton epimochla betekent "gemarkeerd door een streep".